# Joe Dickerson
Joseph „Joe“ Dickerson (* 26. Dezember 1987) ist ein US-amerikanischer Fußballschiedsrichter.
Seit seinem Debüt im Oktober 2017 ist Dickerson Schiedsrichter in der Major League Soccer (MLS); er leitete bisher über 100 Spiele.
Seit 2023 steht Dickerson auf der Liste der FIFA-Schiedsrichter und leitet internationale Fußballpartien.
Beim Gold Cup 2023 wurde Dickerson als Unterstützungsschiedsrichter eingesetzt. Bei der U-17-Weltmeisterschaft 2023 in Indonesien war Dickerson als Videoschiedsrichter im Einsatz. Zudem leitete er Spiele in der CONCACAF Nations League, in der CONCACAF League sowie Qualifikations- und Freundschaftsspiele.